# Loa điện động

Mô phỏng cấu tạo và sự hoạt động của loa điện động.

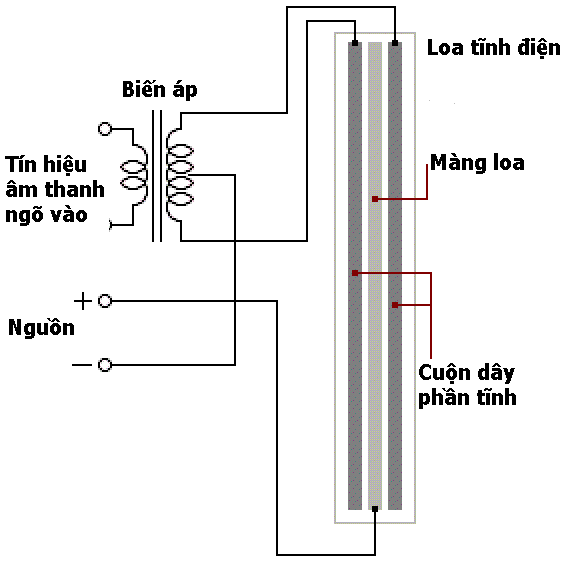
Mô phỏng sơ đồ mạch điện và cấu tạo loa tĩnh điện.

Loa điện động là một thiết bị thực hiện biến đổi tín hiệu điện thành dao động cơ học để tái tạo âm thanh nằm trong dải tần số từ 16 Hz đến 20.000 Hz mà con người nghe được.

## Cấu tạo và nguyên lý hoạt động
Loa điện động hoạt động dựa trên nguyên tắc Kỹ thuật điện cơ. Nó gồm một cuộn dây đặt trong một từ trường mạnh của nam châm. Khi có dòng điện âm tần chạy qua, cuộn dây sẽ dao động. Do cuộn dây được nối với màng loa nên các dao động này được truyền ra không khí, tác động vào người nghe.
Dù thuộc thể loại nào thì loa cũng phải có một bộ phận quan trọng gọi là màng rung (hoặc màng loa). Màng rung là nơi âm thanh được phát ra để đến với tai người nghe. Tuỳ từng loại loa khác nhau mà nguyên lý làm rung màng rung là khác nhau.
 
Đa số các loa màng rung được gắn với một cuộn dây, cuộn dây này được định vị trong khe hẹp có từ trường mạnh được sinh ra giữa hai cực của một nam châm vĩnh cửu. Khi cho dòng điện tín hiệu đi qua cuộn dây thì cuộn dây xuất hiện lực từ làm rung nó, sự rung động của cuộn dây sẽ làm chuyển động màng loa.
Do hạn chế riêng về cấu tạo, mỗi loại loa điện động theo nguyên lý sử dụng nam châm điện vĩnh cửu thường chỉ phát được âm thanh tốt nhất ở một dải tần nhất định nào đó mà không thể phát toàn dải âm nghe được (16 Hz đến 20.000 Hz).
- Ở dải tần thấp, âm thanh cần có biên độ lớn để tai người cảm nhận được, màng loa phải có cấu tạo kích thước rộng, các cuộn dây có biên độ dao động lớn trong khe từ.
- Ở dải tần cao, để đáp ứng sự dao động nhanh và liên tục, màng loa phải đủ nhỏ, mềm để không cản trở.
- Ở dải tần trung bình hoặc từng dải tần nhất định, màng loa cần được tính toán để phù hợp nhất với tần số phát thiết kế.

Như vậy, để có thể truyền tải âm thanh ở đủ mọi dải tần nghe được, một bộ loa cần sử dụng nhiều loa với đường kính và cấu tạo khác nhau (thông thường một thùng loa có chất lượng tốt thường bao gồm bốn đến năm loa, trong đó: một loa trầm, hai loa trung và một đến hai loa phát tần số cao)
Các bộ phận khác rất khác nhau tùy thuộc vào từng loại loa, sẽ được trình bày tại từng loại loa riêng biệt.

## Phân loại

### Loa nén
Loa nén hay còn gọi là loa nón là loại loa dùng để trang âm cho một vùng rộng hẹp, nhỏ lớn nhất định.

Loa nén có hệ thống cộng hưởng âm thanh qua 3 lần trước khi phát ra ngoài. Tại vị trí màng rung được thiết kế buồng khép kín không có lối thoát hơi ra ngoài và trong buồng khép kín có lót nhiều bông thủy tính cách âmy.

Loa nén thường được sử dụng nhiều nhất trong việc nghe nhạc thính phòng, phòng thu âm hoặc thích hợp trong nhà nhỏ, phòng kín.
Loa nén như trên được gọi là loa treble (loa trét), loa chỉ mô phỏng âm thanh tần số cao, tiếng chói. nó thiết kế khá nhỏ gọn làm cho âm thanh trở nên sắc hơn, chi tiết hơn. Còn loại loa nén 2 lần thì nó được gọi là loa nén phóng thanh ngoài trời, nó cấu tạo không khác gì nhau nhưng kích thước lớn hơn và đặt ngoài trời chứ không thể đặt được trong phòng kín vì âm thanh cộng hưởng quá lớn và độ chói cao, nhức tai. Vì vậy nên gọi loa nén trên là loa treble, loa nén là loa phóng thanh.

### Loa thông dụng
Loa Siêu trầm, loa Trầm, loa Trung, loa treble(loa trét). Loa Trầm, siêu Trầm sẽ mô phỏng tiếng bass (tiếng trống), loa trung sẽ mô phỏng tiếng nói, còn loa trét sẽ mô phỏng âm thanh sắc, cao. Vì vậy có thể tách riêng ba loại hoặc đóng ba loại trên một thùng nhưng chức năng là như vậy. Nhà thiết kế có thể tách riêng từng loại loa cho từng dải tần số khác nhau để tránh xuyên nhiễu. Để âm thanh trung thực, một chiếc loa không thể mô phỏng hết các tần số khác nhau vì vậy các loại loa đóng góp vào việc cho âm thanh hoàn hảo hơn.
Loa thông dụng là các loa dùng phát âm thanh thuộc thể loại âm nhạc. Chúng gồm nhiều thể loại phục vụ riêng cho từng dải tần số khác nhau.

Loa thông dụng thường có các loại màng loa có hình dạng và kích thước khác nhau cho các dải tần số phát khác nhau.
Màng loa có đường kính lớn thường cho loa trầm và siêu trầm (bass), các màng loa đường kính trung bình cho dải tần số mức trung bình và các màng loa nhỏ cho các loa có tần số cao (loa treble).

## Thông số của loa
Loa điện động thường có các thông số cơ bản sau:
- Điện trở loa: Thường ký hiệu bằng ôm (Ω) xác định bằng điện trở của loa khi đo ở tần số 1 Khz.
- Công suất danh định: Công suất điện, tính bằng VA hoặc W.
- Dải tần tái tạo.
- Trở kháng loa.
- Hệ số sóng hài
- Áp lực âm tiêu chuẩn trung bình...